# Валет

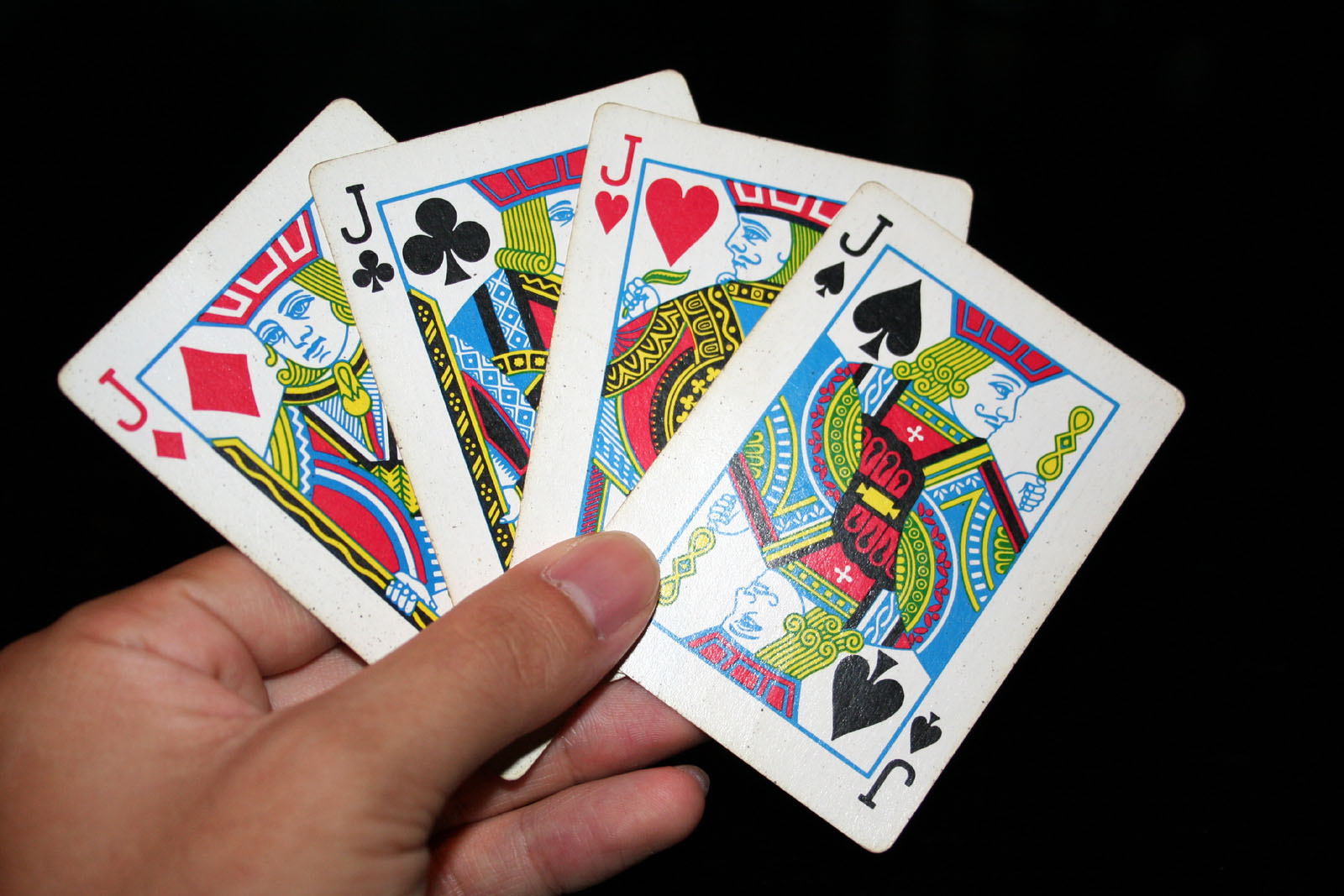
Валеты

Вале́т (от фр. valet — личный слуга, кавалер, лакей, камердинер; старое русское название «холоп», «хлап») — игральная карта с изображением молодого человека. Обычная стоимость валета 11 (то есть, ниже дамы и выше 10), хотя в некоторых играх типа блек-джека (буквально «чёрный валет») его стоимость равна 10. Валет — максимально возможная карта в немецком «скате», а козырной валет — в деберце. Во многих играх (например, в таких как деберц или белот) он меньше десятки по стоимости.
В средневековой Франции, где карты появились примерно в XIV веке, «картинки» были связаны с теми или иными историческими или легендарными персонажами. Валеты соответствовали следующим лицам:
- Валет пик (назывался «Hogier»): Ожье Датчанин, рыцарь Карла Великого. По другой версии, прототипом является Роланд.
- Валет червей (назывался «Lahire»): Ла Гир, французский полководец эпохи Столетней войны.
- Валет бубён (назывался «Hector»): Гектор, вождь троянского войска.
- Валет треф (назывался «Lancelot»): Ланселот Озерный, рыцарь Круглого стола.

## Обозначение
В разных странах карточные фигуры приобрели разные названия. В частности, валеты в карточных колодах, выпущенных в разных странах, обозначаются различными буквами:
- Россия — «В» (от рус. валет)
- США — «J» (от англ. Jack)
- Великобритания — «Kn» (от англ. knave).
- Франция — «V» (от фр. valet)
- Германия — «B» (от нем. Bube) или «U» (от нем. Unter)
- Польша — «W» (от пол. walet)

## Валет в культуре
- «Червонные валеты» — группа мошенников, действовавшая в Российской империи в 1870-х гг.; ядро её составляла компания карточных шулеров.
- «Бубновый валет» — общество художников (1911—1917 гг.).
- «Червонный валет» (1918) — пьеса М. Цветаевой[3].
- «Король, дама, валет» — роман В. Набокова.
- «Валет и Дама» (1996) — песня группы «Король и Шут».
- «Пиковый валет» (1999) — повесть Б. Акунина.
- «Червонный валет» — рассказ К. М. Станюковича.
- «Бубновый валет» (2000) — роман Владимира Орлова.
- «Jack Of Diamonds» (2008) — песня группы «Sonic Syndicate».
- «Валет Плетей» (2014) — игра от русскоязычного разработчика OldHuntsman.
- Бубновый валет — персонаж фильма «Семь психопатов».

## В Юникоде
Начиная с версии 6.0 стандарта Юникод в нём предусмотрены следующие коды:
- Валет пик — 1F0AB playing card jack of spades
- Валет червей — 1F0BB playing card jack of hearts
- Валет бубён — 1F0CB playing card jack of diamonds
- Валет треф — 1F0DB playing card jack of clubs